# Nihil novi
Nihil novi nisi commune consensu (slovensko Nič novega brez skupnega soglasja) je izvirni latinski naslov listine iz leta 1505, ki jo je sprejel poljski sejm (parlament) na zasedanju v kraljevem gradu Radom.

## Zgodovina
Nihil novi je uspešno vzpostavil »plemiško demokracijo« v tistem, kar je postalo znano kot »poljska skupnost [ali republika] plemstva«. Bil je pomemben sestavni del razvoja poljskega pravnega sistema in končnega prevladujočega položaja poljskega parlamenta (sejma).
Nihil novi se v političnem smislu tolmači preprosto kot »Nič o nas brez nas« (poljsko Nic o nas bez nas).
Latinski izraz nihil novi (nič novega) se je pred tem že pojavil v latinskem prevodu Biblije (Vulgata) v frazi nihil novi sub sole (pod soncem nič novega; Pridigar 1:9).

## Nihil novi
Sprejetje listine Nihil novi nisi commune consensu v poljskem Sejmu leta 1505 je pomenilo pomembno zmago poljskega plemstva nad njihovimi kralji. Listina je kralju prepovedala izdajati zakone brez soglasja plemstva, zastopanega v senatu in poslanski zbornici. Izjema so bili zakoni, ki so se nanašali na kraljeva mesta, kronske dežele (królewszczyzny), rudnike, fevde, kraljeve kmete in Jude.
Nihil novi je razveljavil Mielniški privilegij, ki je okrepil samo moč magnatov, in s tem obrnil razmerje moči v korist Poslanske zbornice (spodnji dom parlamenta), kjer je prevladovalo nižje plemstvo. Nihil novi se pogosto obravnava kot začetnik obdobja v poljski zgodovini, znanega kot »plemiška demokracija«. Demokracija je bila seveda omejena, ker je vključevala samo moški del plemstva (szlachta), ki je predstavljal približno deset odstotkov prebivalstva republike. Odstotek upravičencev je bil kljub temu še vedno višji kot v večini Evrope.
Listino Nihil novi je podpisal kralj Aleksander I. 3. maja 1505 na zasedanju Sejma v kraljevem gradu Radom.
Plemstvo je istega leta še razširilo svojo oblast z odpravo glasovalnih pravic večine mest v Sejmu, tako da je kmetom prepovedalo zapuščanje svojih zemljišč brez dovoljenja njihovih fevdalcev, s čimer se je na Poljskem trdno vzpostavilo »drugo tlačanstvo«.

## Sklica
1. 1 2  Wagner, W.J. (1992). »May 3, 1791, and the Polish constitutional tradition«. The Polish Review. 36 (4): 383–395. JSTOR 25778591.